# Chen Xinyi
Chen Xinyi (* 2. Januar 1998 in Shanghai) ist eine chinesische Schwimmerin.

## Karriere
Bei den Asienspielen 2014 gewann sie Goldmedaillen über 50 m Freistil, 100 m Freistil und mit der 4 × 100-m-Freistilstaffel.

### Positiver Dopingtest
Als Teilnehmerin an den Olympischen Sommerspielen 2016 wurde Chen positiv auf die Verwendung von Hydrochlorothiazid getestet. Sie hatte zuvor den vierten Platz im Finale über 100 m Schmetterling erreicht. Darauf wurde sie vom Internationalen Sportsgerichtshof für die weitere Teilnahme an den Spielen gesperrt. Am 18. August wurde bekannt gegeben, dass auch die B-Probe positiv getestet wurde. Der Weltverband sperrte Chen daraufhin für zwei Jahre.

## Persönliche Bestzeiten
| Strecke             | Zeit s/min | Veranstaltung                         | Datum              | Anmerkungen |
| ------------------- | ---------- | ------------------------------------- | ------------------ | ----------- |
| 050 m Freistil      | 0 24,53    | Nationale Meisterschaften Chinas 2016 | 10. April 2016     |             |
| 100 m Freistil      | 0 53,84    | Nationale Meisterschaften Chinas 2013 | 09. September 2013 |             |
| 100 m Schmetterling | 0 56,61    | Asienspiele 2014                      | 23. September 2014 |             |
| 200 m Lagen         | 2:09,55    | Nationale Meisterschaften Chinas 2013 | 07. September 2013 |             |
| 400 m Lagen         | 4:39,54    | Schwimmweltmeisterschaften 2013       | 2013               |             |